# Данилов Мост
Дани́лов Мост (бел. Данілаў Мост) — посёлок в составе Воротынского сельсовета Бобруйского района Могилёвской области Республики Беларусь.

## История
4 июля 2024 года — изменены границы посёлка Данилов Мост.

## Население
- 1999 год — 35 человек
- 2010 год — 13 человек